# 単位的環
数学、特に環論における単位的環（たんいてきかん、英: unital/unitary ring）、単位環（たんいかん、英: unit ring）あるいは単位元を持つ環 (ring with unit/unity/identity) とは、乗法単位元を持つ環のことである。

## 定義について
集合 R 上の2つの二項演算 (+, ∗) を持つ代数系 (R, +, ∗) が単位的環であるとは、
1. 加法の結合性：R の各元 a, b, c に対して (a + b) + c = a + (b + c) が成り立つ。
2. 加法の可換性：R の各元 a, b に対して a + b = b + a が成り立つ。
3. 加法単位元：R の元 0R が存在して、R の全ての元 a に対して 0R + a = a + 0R = a を満たす。
4. 加法逆元：R の各元 a に対して a + (−a) = (−a) + a = 0 となる −a ∈ R が取れる。
5. 乗法の結合性：R の各元 a, b, c に対して (a ∗ b)∗ c = a ∗(b ∗ c) が成り立つ。
6. 乗法単位元：R の元 1R が存在して、R の全ての元 a に対して 1R ∗ a = a ∗ 1R = a を満たす。
7. 左右分配性：R の各元 a, b, c に対して a ∗(b + c) = (a ∗ b) + (a ∗ c) および (b + c)∗ a = (b ∗ a) + (c ∗ a) が成り立つ。

を満たすことを言う。（ラングの本など）環の定義に乗法単位元の存在を含める文献もあり、その場合に必ずしも単位的でない環を表すのに擬環 (pseudo-ring, rng) などの語が用いられる。即ち、R が単位環であるとは、乗法単位元 1R の存在する擬環のことに他ならない。

## 例
整数の全体 Z や任意の体（有理数体 Q, 実数体 R, 複素数体 C, 有限体 Fq など）は単位的環である。また、適当な集合 I 上で定義され適当な単位的環に値をとる写像全体の成す集合は、（点ごとの和と）点ごとの積に関して単位的環を成す（乗法単位元は、I の各元に対して常に単位元を対応させる写像）。
単位的環に係数を持つ多項式全体の成す集合やコンパクト台付きシュヴァルツ超函数全体の成す集合は合成積に関して単位的環を成す。しかし、（シュヴァルツ超函数の双対である）試験函数には無限遠で 0 に収斂するなどの制約がついていることが多く、解析学に現れるそういった函数空間の多くは（点ごとの積に関する）単位元を持たない環となる。